# متحف السماء
متحف السماء هو رحلة جوية تمثل أول متحف طائر في العالم، وتنطلق من مطار الملك خالد الدولي في مدينة الرياض إلى مطار الأمير عبد المجيد بن عبد العزيز في محافظة العلا في 4 نوفمبر 2021 بالشراكة بين الهيئة الملكية لمحافظة العلا والخطوط الجوية العربية السعودية.

## المحتويات
يعرض المتحف قطعا مختارة طبق الأصل لعدد من القطع الأثرية التي اكتشفت في العلا خلال تنقيب علماء الآثار.

## الفعاليات
كانت الفعاليات أثناء الرحلة تقوم على إستعراض تاريخ القطع الأثرية التي جُلبت خصيصاً لهذه المناسبة، تلى ذلك استمتاع الضيوف بالعرض الأول للفيلم الوثائقي من قناة ديسكفري «معماريو شبه الجزيرة العربية القديمة»، ويعد إضافة لباقة محتوى الترفيه الجوي على أسطول «السعودية»، الذي يبلغ أكثر من (5) آلاف ساعة بالتعاون مع شركات عالمية لاختيار أفضل الأفلام لمختلف الفئات العمرية، إلى جانب بقية الباقات الأخرى بما يشمل دعم المحتوى المحلي والمبادرات ذات العلاقة بتحقيق مستهدفات رؤية المملكة 2030.